# ألين باورز
ألين باورز (بالإنجليزية: Allen Bowers)‏ هو لاعب اتحاد الرغبي أسترالي، (ولد في Darlinghurst ‏ في أستراليا 1902 – 1994 م).